# Guitar Hero
Guitar Hero es una popular franquicia de videojuegos musicales publicada por RedOctane en la sociedad de Activision. La serie es conocida por el uso de un dispositivo con forma de guitarra que se utiliza como control de juego para simular y hacer música con ella, representando notas de colores en la pantalla que corresponde a cada uno de los botones del controlador. Los juegos de la serie permiten tanto partidas individuales como multijugador, pudiendo estas últimas ser cooperativas o competitivas. La serie ha utilizado una amplia gama de canciones de rock de diversas épocas, tanto licenciadas como independientes, hechas desde los años 1960 hasta el presente, muchas de ellas de bandas muy exitosas.
La franquicia comenzó con Guitar Hero para Playstation 2, posteriormente Guitar Hero II ambos desarrollados por Harmonix Music Systems del 2005 al 2007 posteriormente Harmonix se separó de Activision y la franquicia paso a manos de Neversoft, quien hizo su primer esfuerzo en Guitar Hero III: Legends of Rock, lanzado el 31 de octubre de 2007. La serie ha vendido alrededor de 15 millones de juegos, ganando aproximadamente US$1000 millones de dólares.
La primera versión de esta serie de juegos fue lanzada en noviembre de 2005 (Guitar Hero) y la última versión Guitar Hero: Warriors of rock, el 9 de febrero de 2011 dando por finalizada la franquicia. Sin embargo, Dan Winters de Activision dijo posteriormente “Sólo para aclarar, hemos puesto a Guitar Hero en pausa y no lo terminaremos… Continuaremos manteniendo los canales (de venta), la marca no se irá. Es sólo que no haremos uno nuevo este año”. Aclarando que la serie no ha concluido.  (enlace roto disponible en Internet Archive; véase el historial, la primera versión y la última). En abril de 2015, Activision anunció el primer juego de Guitar Hero desde 2010. Titulado Guitar Hero Live, este juego incluye video de movimiento completo.

## Historia

### Harmonix

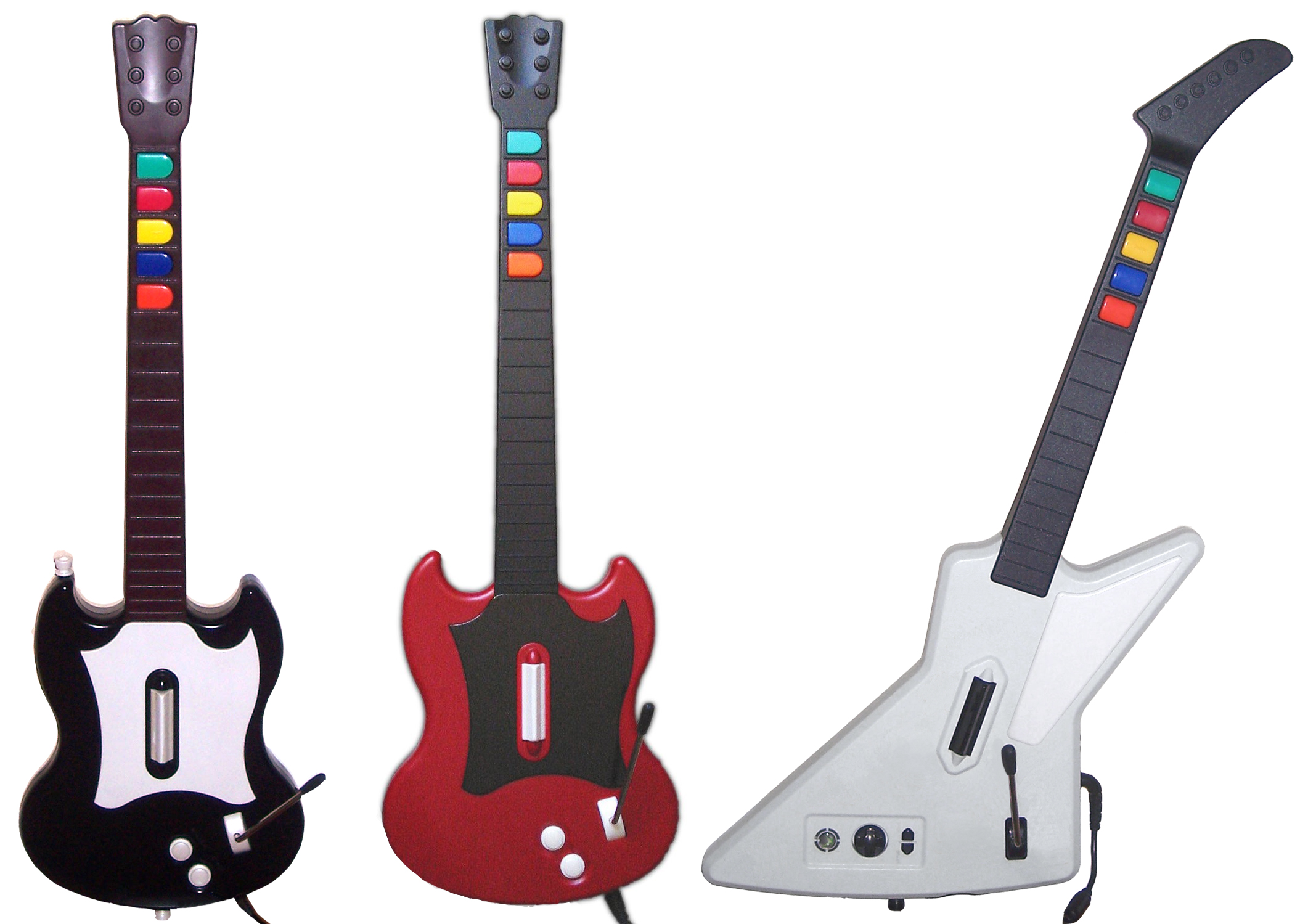
Controladores en forma de guitarra de Guitar Hero. Los primeros dos controladores son Gibson SG para Guitar Hero y Guitar Hero II, y Gibson Explorer para Guitar Hero II' y Guitar Hero III

El Guitar Hero original fue lanzado para PlayStation 2 en noviembre de 2005 por Harmonix. Harmonix ya era conocida por desarrollar videojuegos musicales, tales como Frequency y Amplitude para PlayStation 2. Ambos permitían al jugador crear música usando un control DualShock como si fuera un instrumento musical.
Guitar Hero es un juego inusual debido a que viene con un control que recrea a una Gibson SG en lugar de los controles comunes.
Jugar con el controlador en forma de guitarra simula a una guitarra verdadera, a excepción de los "Botones Traste" y la "Barra de Sonido" en lugar de los Trastes y las seis cuerdas.
El desarrollo de Guitar Hero fue inspirado en el juego GuitarFreaks de Konami, que en esos tiempos no era muy popular en Estados Unidos.
El juego al ser lanzado recibió varios premios por su inusual guitarra periférica y su banda sonora, que se componía de 47 canciones de rock (Muchas de las cuales eran versiones cover de muchas bandas desde los 60s hasta el rock moderno).
Guitar Hero ha vendido cerca de 1.5 millones de copias hasta la fecha.
La popularidad del juego se incrementó con el lanzamiento de Guitar Hero II para PlayStation 2 en 2006. Entre las nuevas funciones destacan un juego multijugador mejorado, se mejoró el sistema de reconocimiento de notas y 64 canciones, convirtiéndose en el quinto mejor juego vendido en 2006.
La versión del juego para PlayStation 2  ofrecía tanto la guitarra y el juego separados como el juego incluyendo el controlador Gibson SG color cereza. Guitar Hero II fue lanzado para Xbox 360 en abril de 2007, con el controlador Gibson Explorer y otras 10 canciones, entre otras características. Alrededor de 3 millones de copias de Guitar Hero II fueron vendidas tanto para PlayStation 2 y Xbox 360.
Tanto RedOctane como Harmonix sufrieron cambios en 2006. RedOctane fue comprado por Activision en junio, y Harmonix fue anunciado a ser comprado por MTV Networks en septiembre. Como resultado de las dos compras, Harmonix ya no podría desarrollar más Guitar Hero. En su lugar, el desarrollo sería responsabilidad de Neversoft, una subsidiaria de Activision conocida por desarrollar la serie de Tony Hawk sobre skateboarding.
Neversoft fue escogida para continuar con la serie de Guitar Hero después de que el fundador de Neversoft, Joel Jewett, admitió a los fundadores de RedOctane, Kai y Charles Huang, que su equipo de desarrollo que se encargaba de Tony Hawk's Project 8 solo iba a trabajar los fines de semanas a jugar Guitar Hero.
En 2007, Harmonix desarrolló un nuevo videojuego llamado Rock Band. Expandió la popularidad de Guitar Hero al incluir tambores y micrófonos como instrumentos, permitiendo a los jugadores a simular una verdadera banda.
El último juego de la serie Guitar Hero en ser desarrollado por Harmonix fue Guitar Hero Encore: Rocks the 80s, lanzado en julio de 2007 para PlayStation 2.

## Videojuegos
- Guitar Hero (2005)
- Guitar Hero II (2006)
- Guitar Hero Encore: Rocks the 80s (2007)
- Guitar Hero III: Legends of Rock (2007)
- Guitar Hero On Tour (2008)
- Guitar Hero: Aerosmith (2008)
- Guitar Hero: World Tour (2008)
- Guitar Hero On Tour: Decades (2008)
- Guitar Hero: Metallica (2009)
- Guitar Hero On Tour: Modern Hits (2009)
- Guitar Hero: Smash Hits (2009)
- Guitar Hero 5 (2009)
- Guitar Hero: Van Halen (2009)
- Guitar Hero: Warriors of Rock (2010)
- Guitar Hero Live (2015)

## Neversoft
Guitar Hero III: Legends of Rock fue lanzado para las plataformas PlayStation 2, PlayStation 3, Xbox 360, Wii, PC y Mac.
El título fue el primer intento de la serie en incluir un paquete de guitarras inalámbricas y también fue la primera vez que se lanzaba un paquete con dos guitarras.
Activision y RedOctane le han registrado los nombres de "Guitar Villain", "Drum Villain", "Keyboard Hero", "Drum Hero" y "Band Hero".
Adrian Earle, mánager de diseño de Vicarious Visions, anunció el 7 de septiembre de 2007 en la GDC '07 que ellos diseñarían una versión de Guitar Hero para el Nintendo DS. Posteriormente, Activision registró un título en la Oficina de patentes y marcas registradas de los Estados Unidos bajo el nombre de Guitar Hero on Tour para el Nintendo DS. El juego usará gráficas 3D en vez de 2D, además de un nuevo dispositivo diseñado específicamente para la consola. El dispositivo es un aparato rectangular (de tamaño ligeramente más pequeño del de un DS Lite) que se conecta en el segundo conector del Nintendo DS. El periférico solamente dispone de cuatro botones, además de una correa para que el Nintendo DS pueda ser observado en todo momento para facilitar la jugabilidad. Además incluye un stylus con forma de púa de guitarra.
Guitar Hero World Tour, llamado previamente Guitar Hero IV, fue la cuarta edición de este juego, lanzada el 27 de octubre de 2008 para PlayStation 2, PlayStation 3, Xbox 360 y Wii, para ver un ejemplo véase: Guitar Hero World Tour Gameplay. Esta edición fue la primera en incluir la simulación de una batería y poder ser el vocalista de la banda, tal como en el juego llamado Rock Band. Está versión será la primera en donde el jugador podrá crear su propia banda completa y crear una canción propia. Bateristas como Travis Barker, Stewart Copeland y Chad Smith participaron en la creación del dispositivo en forma de batería, para hacerlo más realista. Guitar Hero World Tour también tendrá la opción de publicar tus canciones creadas.
Guitar Hero World Tour incluye bandas como  The Eagles, Van Halen, Linkin Park, Sublime, The Answer y System of a Down.

## Expansiones y adaptaciones

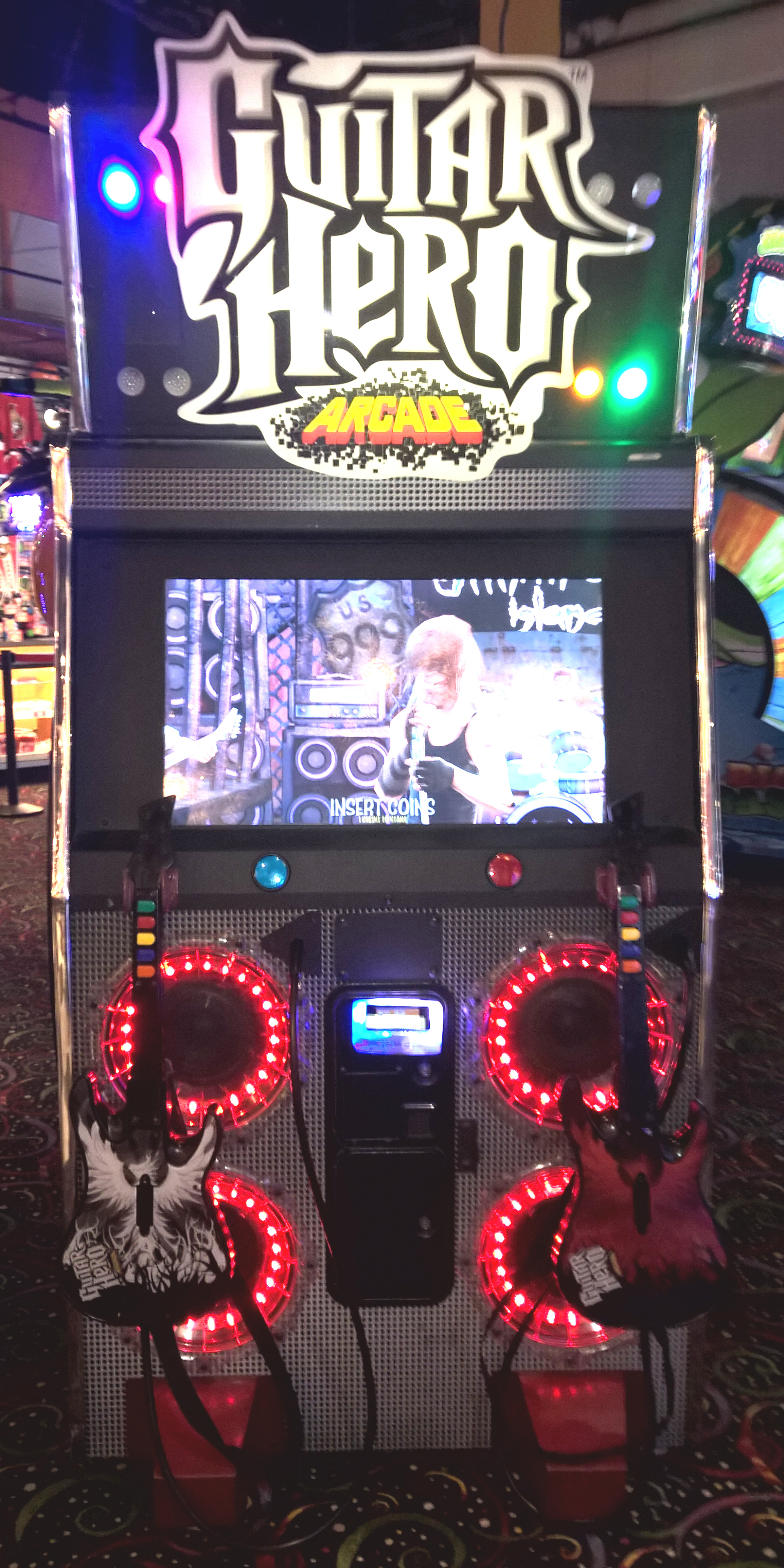
Una de las adaptaciones de Guitar Hero es Guitar Hero Arcade.

El 15 de febrero de 2008, fue anunciado el lanzamiento de Guitar Hero: Aerosmith para junio de ese año. Neversoft trabajó en la versión de PlayStation 3 y Xbox 360, Vicarious Visions en la versión para Wii y Budcat Creations en la correspondiente a PlayStation 2.
Después del anuncio de dicho juego, Martin Bandier, ejecutivo de Sony/ATV que posee los derechos de las grabaciones de The Beatles declaró que está interesado en producir un Guitar Hero: The Beatles, similar a Guitar Hero: Aerosmith
pero Rock Band se le adelantó y produjo The Beatles: Rock Band en el 2009. La empresa Activision declaró que lanzaron otra expansión del juego, llamada "Guitar Hero Metallica" en los primeros meses de 2009. Más adelante debido al éxito de estos dos juegos decidieron sacar a la venta Guitar Hero: Van Halen también en el año 2009 y en Europa durante el 2010.
Activition y Konami Amusement desarrollaron una versión arcade, siendo distribuida por Raw Thrills a inicios de 2009, llamada Guitar Hero Arcade. En esta versión, se utilizó como base Guitar Hero III, reduciendo algunas de sus funciones, pero se puede descargar su contenido a cada gabinete.
Además, se han desarrollado juegos como Guitar Hero on Tour y Guitar Hero Carabiner, los cuales son dispositivos portátiles que únicamente soportan dicho juego.

## Modo de juego

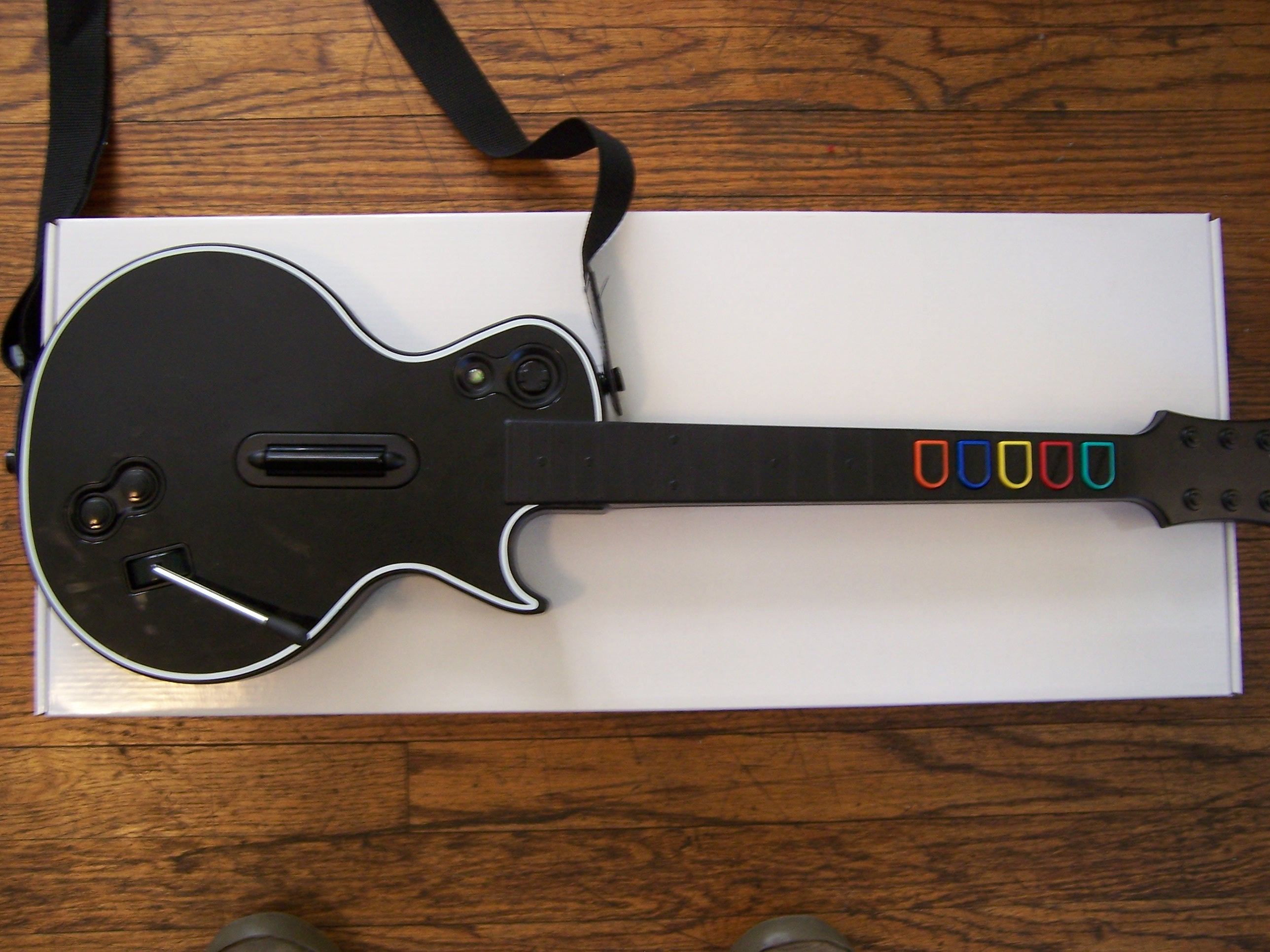
Controladores en forma de guitarra de Guitar Hero para Xbox 360.

El sistema de juego de Guitar Hero es rítmico, al igual que en  Frequency y Amplitude. Existe un control en forma de guitarra el cual es recomendado para jugar, a pesar de que un control normal de consola puede ser utilizado. El juego viene con una opción la cual permite cambiar el orden de las notas, permitiendo tanto a jugadores zurdos y diestros utilizar el control en forma de guitarra.

## Patentes
Harmonix Music Systems bajo el número US7459624B2 cita la patente US7893337B2 ("System and method for learning music in a computer game") la cual muestra un modelo de guía para aprender música por medio de dispositivos de entrada